# Fiesolei rommező és Régészeti Múzeum
A fiesolei etruszk és római rommező (Area Archeologica e Museo Civico Archeologico) a város fő idegenforgalmi látnivalója; az ott működő modern Régészeti Múzeum (olaszul Area Archeologica e Museo Civico Archeologico) a város és a környék történelmének értékes emlékeit mutatja be a villanova-kultúra korától az etruszk és római emlékeken keresztül a longobárd kor leleteiig.

## Leírása
A rommező a Fiesole város központjától északra elterülő lejtőn helyezkedik el, gyönyörű kilátással a környező hegy- és dombvidékre. Leglátványosabb része a lejtő tetejétől lefelé kialakított i. e. 1. században, Sulla idején, görög mintára készült félköríves római színház. Az 1. és a 2. században, Claudius majd Septimius Severus idején tovább díszítették, átépítették. A körülbelül 34 m átmérőjű nézőtér 24 üléssorát négy szektorra osztják a lépcsőlejáratok. Mintegy háromezer nézőt volt képes befogadni. A színpad 26,40 m hosszú és 6,5 m széles. Az ókori színházat ma is használják különleges nyári előadások céljára.
A színház mögött vannak a szintén Sulla korában épült fürdők romjai. Ezeket Hadrianus idején újították fel. Itt is megtalálható a római fürdők három fő része, a calidarium, tepidárium  és frigidarium.
A lejtő alján elhelyezkedő négyszögletes alaprajzú épületmaradványok egy, az etruszk időkben emelt hellenisztikus szentélyhez tartoznak. A falak terrakotta borításának maradványaiból úgy sejtik, hogy az eredetileg Eteoklész és Polüneikész küzdelmét ábrázolhatta Thébai falai alatt. A templomot az ott talált bagoly-szobor alapján valószínűleg  Minervának szentelhették.

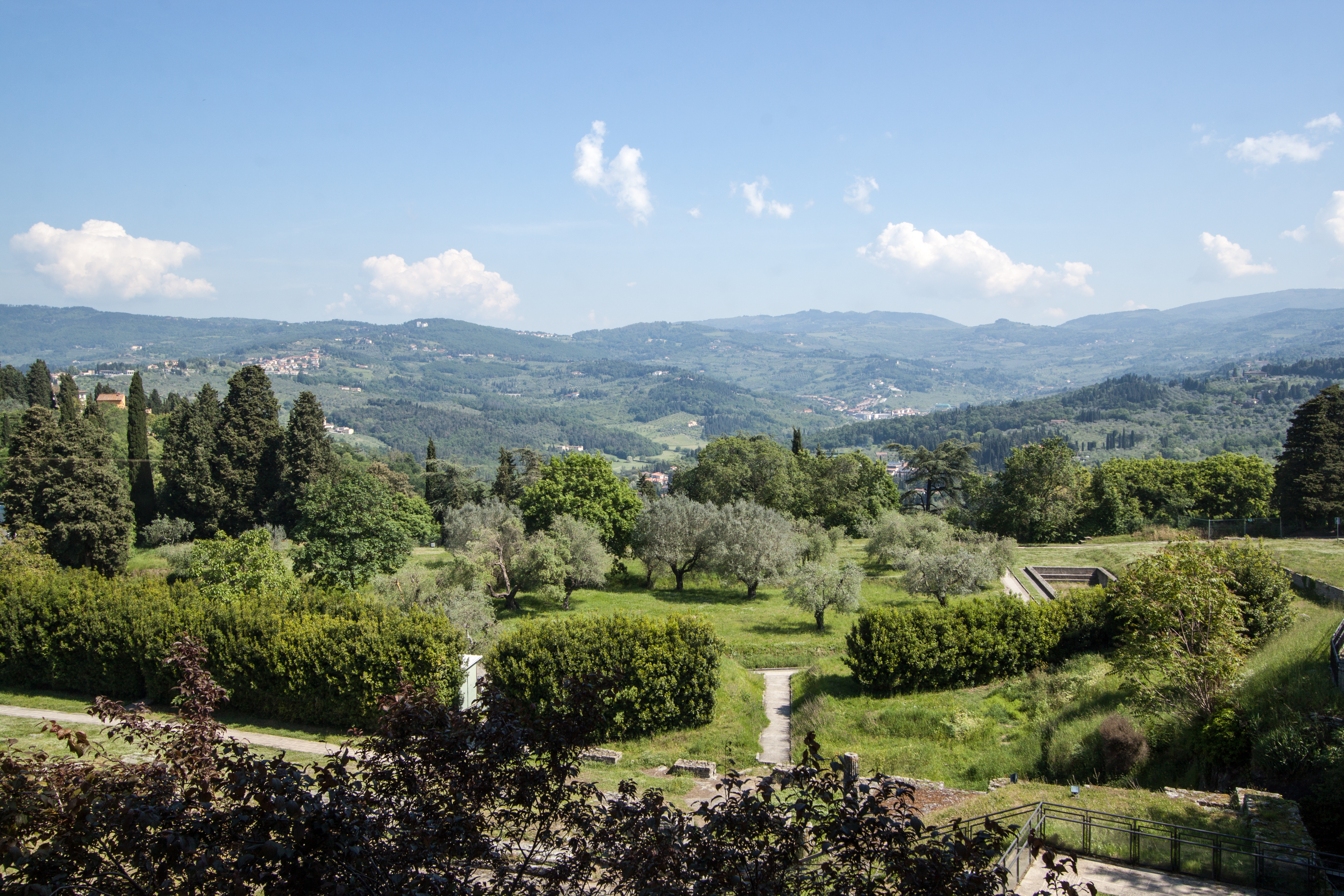
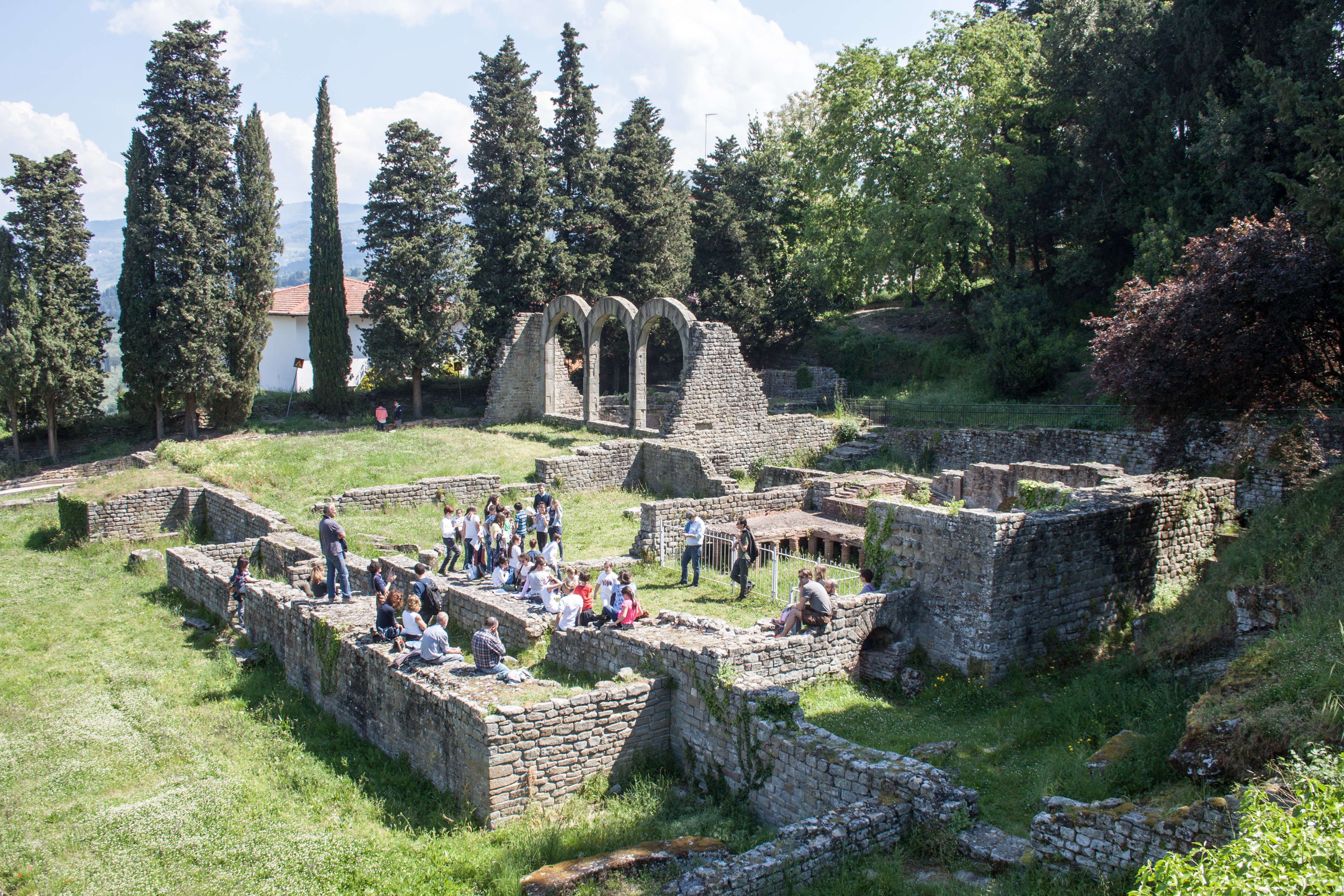
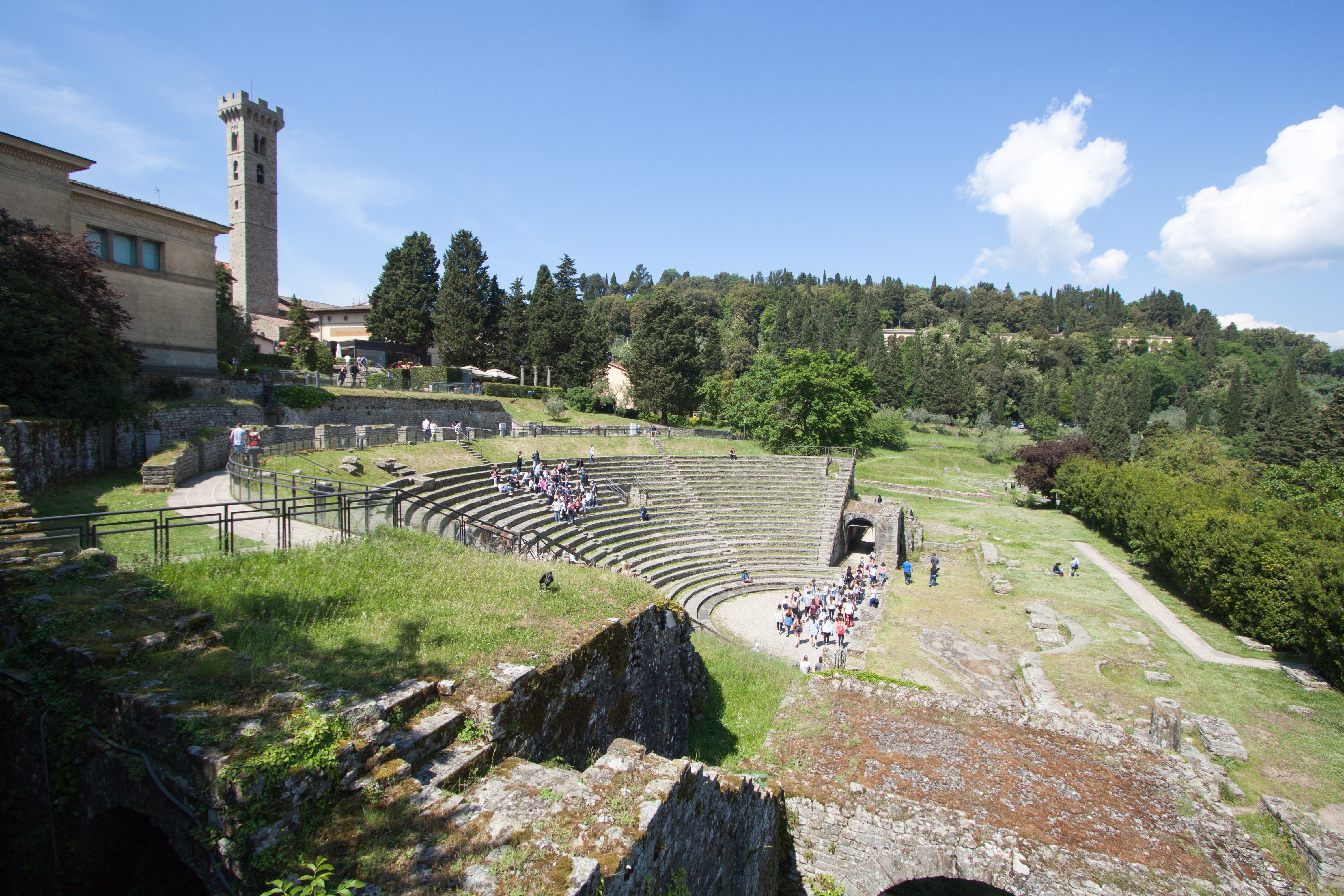
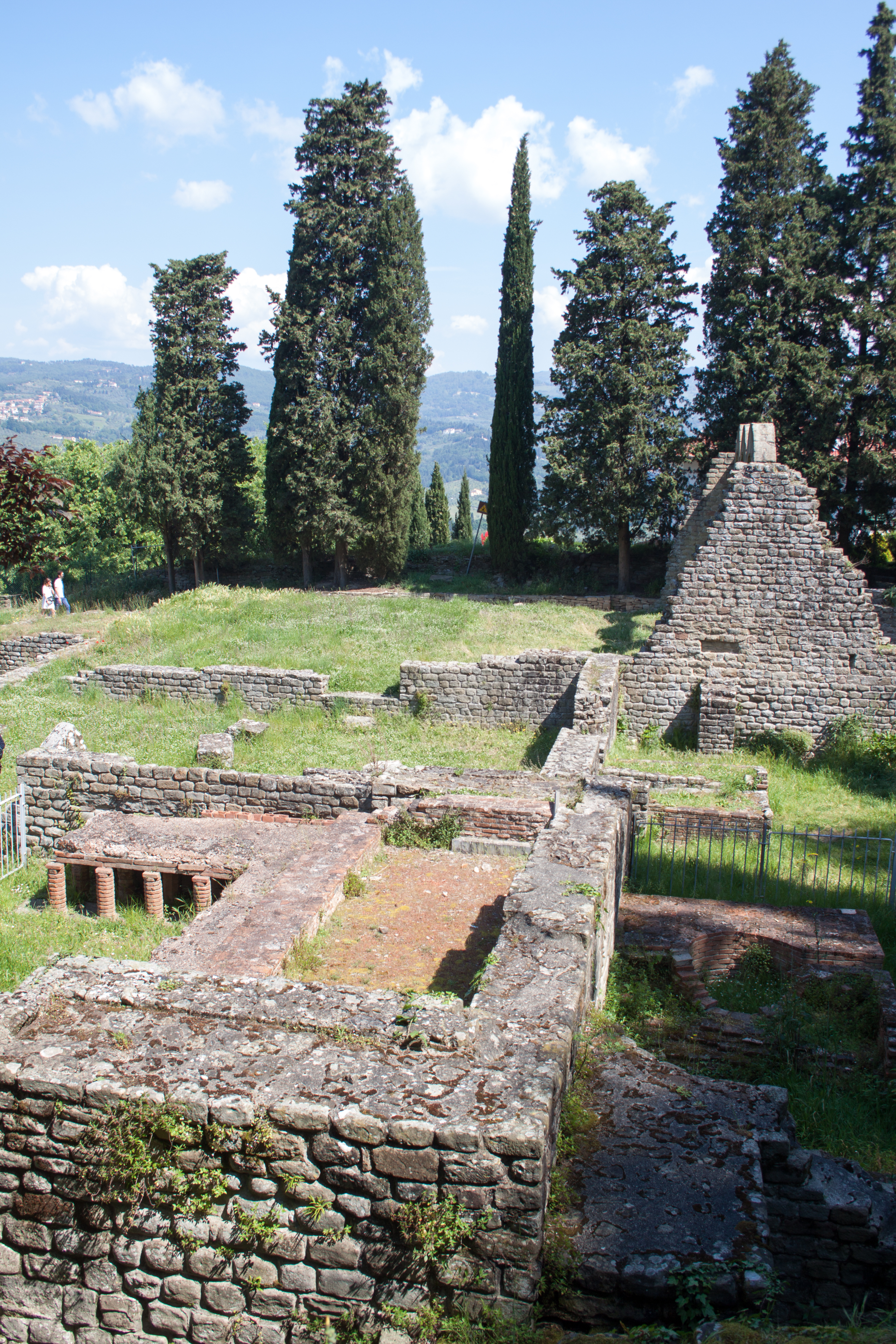

## Története
Az i. e. 7. században a mai Fiesole várostól északra és délre is több kisebb etruszk település volt, közöttük a mai Artimino és Gonfienti falvak elején. Az utóbbiról az is ismeretes, hogy már az i. e. 5. században elhagyták. Fennmaradt egy sor kis szentély maradványa is, sok áldozati tárggyal, mind az etruszk, mind a római korból. A mai rommező északi szegélyén is állt már egy szentély az i. e. 7. században, de a ma látható maradványok a hellenisztikus korból, az etruszkokra gyakorolt görög befolyás idejéből származnak.
A templom az i. e. 1. században, a római hódítás idején elpusztult, de hamarosan kibővítve, padozatát megemelve újjáépítették, megtartva fő vonalait. Utoljára a 3. században újították fel. A longobárdok hódításuk után a temetőjüket helyezték ide.

## A múzeum
A gyűjtemény története 1878-ban kezdődött, amikor az egyik belvárosi közösségi ház néhány szobájában kiállították a környéken talált ókori leleteket, egyelőre komolyabb feldolgozás nélkül. Az egyre szaporodó állomány tudományos igényű bemutatása érdekében a rommező felső szélén ókori formákat idéző múzeumi épületet emeltek Ezio Cerpi építész vezetésével, ami 1914-re készült el.
1981-ben a múzeumot a modern tudományos igényeknek megfelelően teljesen felújították és új terekkel egészítették ki. 1987-ben a múzeumba került Alfiero Costantini professzor rendkívül értékes, főleg görög és etruszk vázákból álló gyűjteménye, ami külön  részlegben kapott helyet. 1997-ben aluljárót építettek az épület régi és új szárnya között, és ebben longobárd sírok leleteit helyezték el. 
A múzeum egyik fő látványossága egy etruszk bronz oroszlán töredéke, törzse. 
2016-ban a múzeum bemutatói a következőképpen rendeződnek:
- A földszinten találhatók a fiesolei leletek a villanovai kerámiáktól az etruszk bronzokig és római kövekig; itt láthatók a rommező területén előkerült kisebb leletek, fogadalmi ajándékok.

- Az emeleten helyezték el a Constantini-gyűjtemény kerámiáit, valamint további magánadományokat, szobrokat, numizmatikai leleteket.

- Az aluljáróban és az új szárnyban található a longobárd részleg, sírok és más leletek.

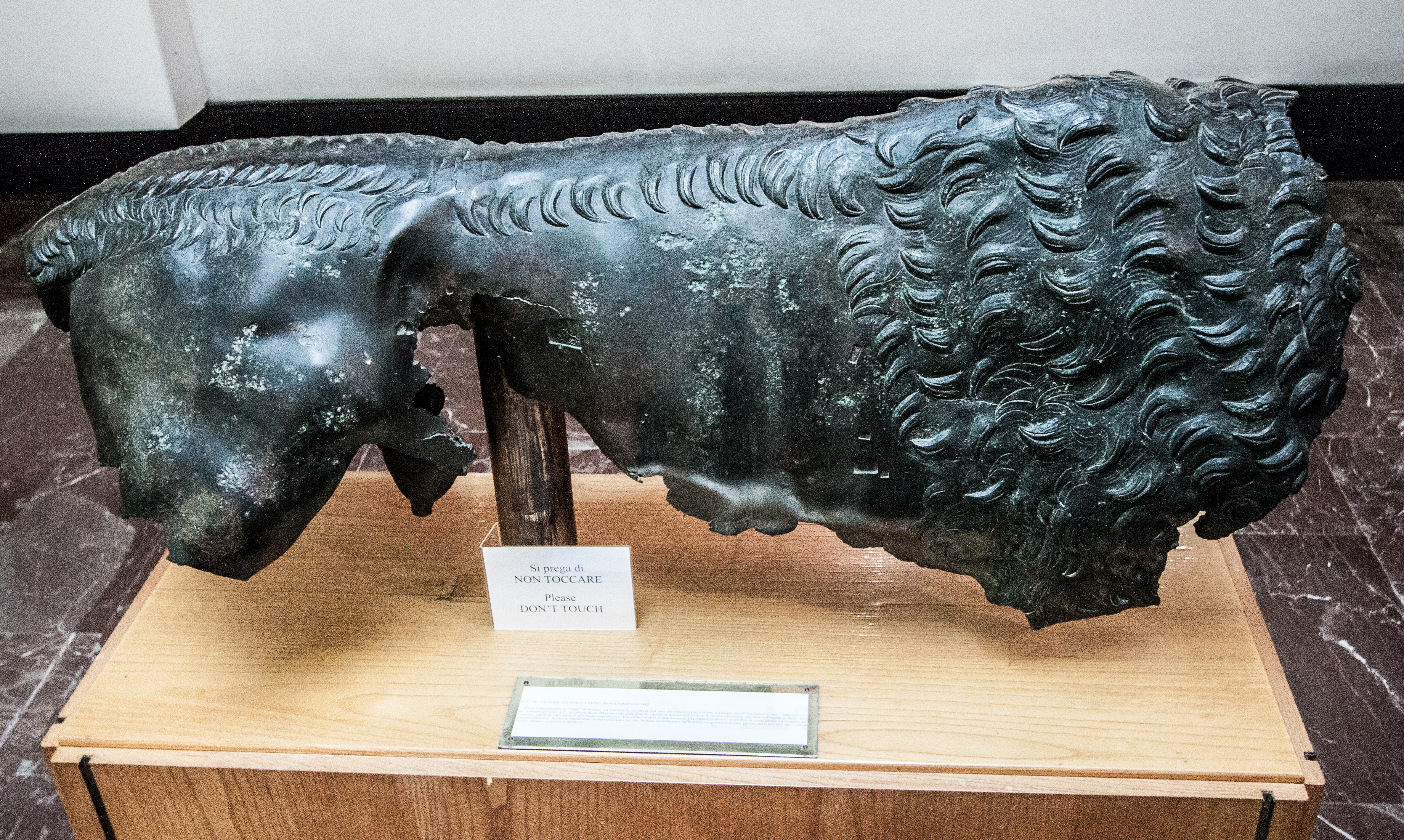
Etruszk bronz oroszlán töredéke
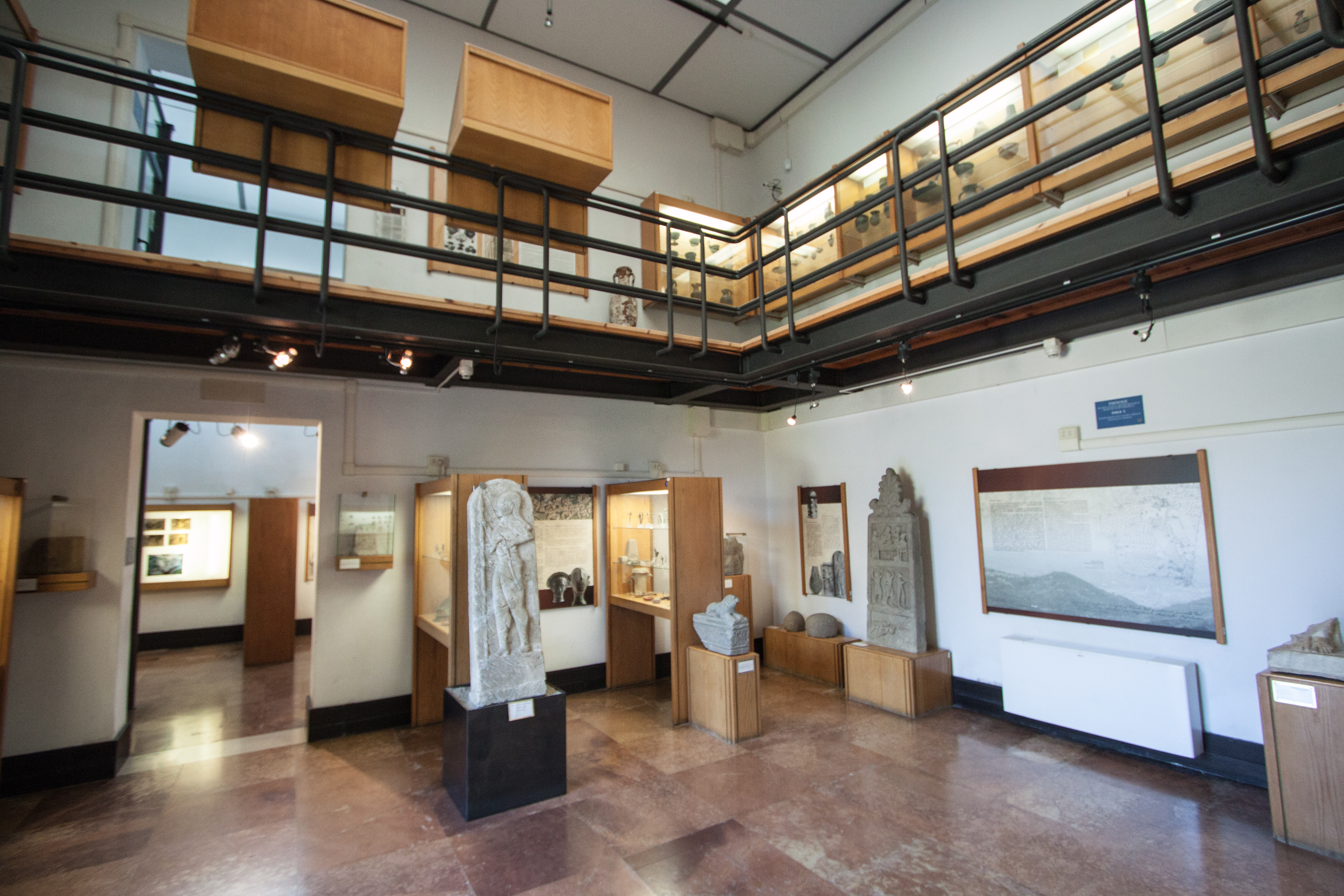
Enteriőr
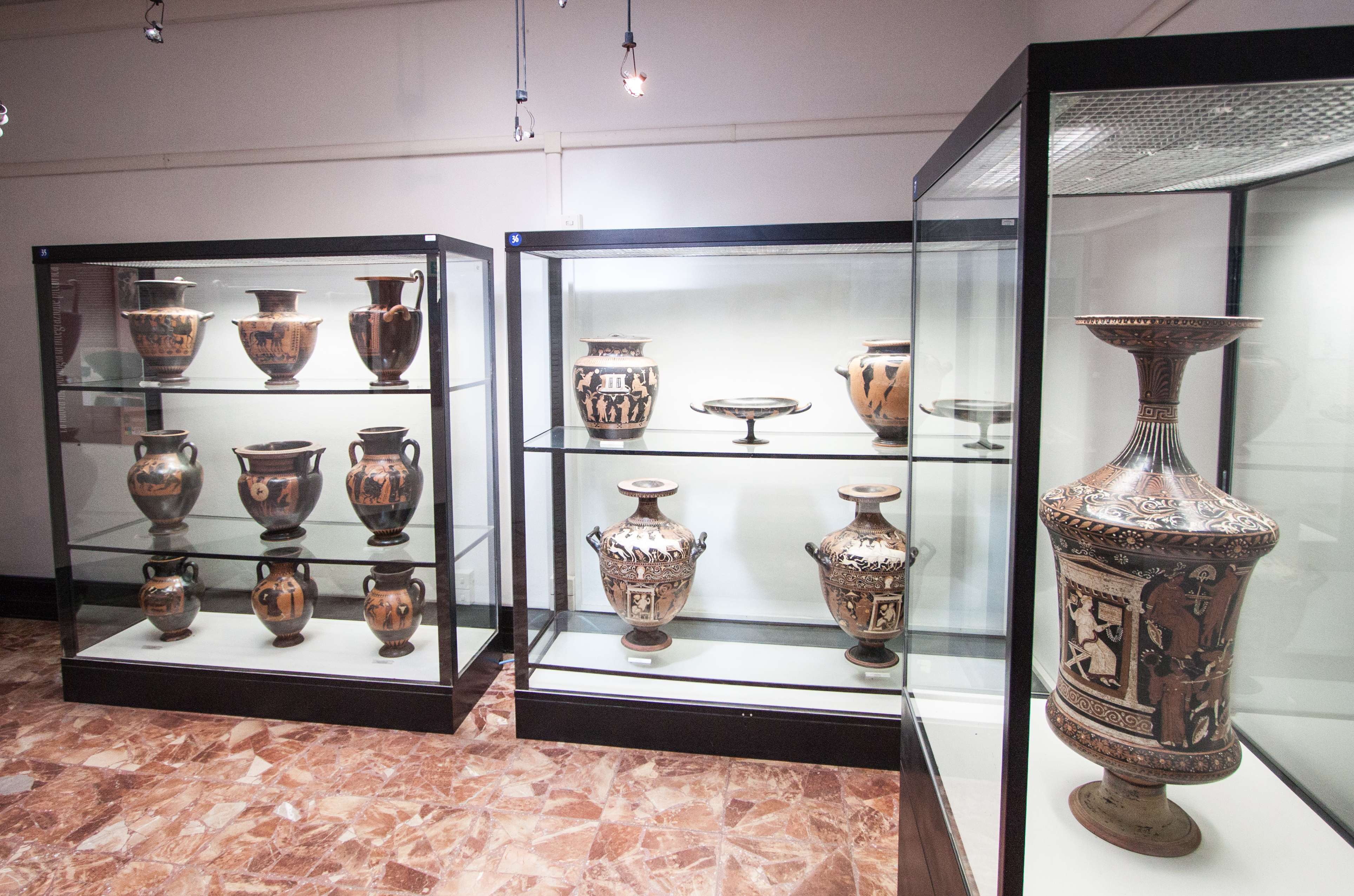
A Costantini gyűjtemény egy részlete
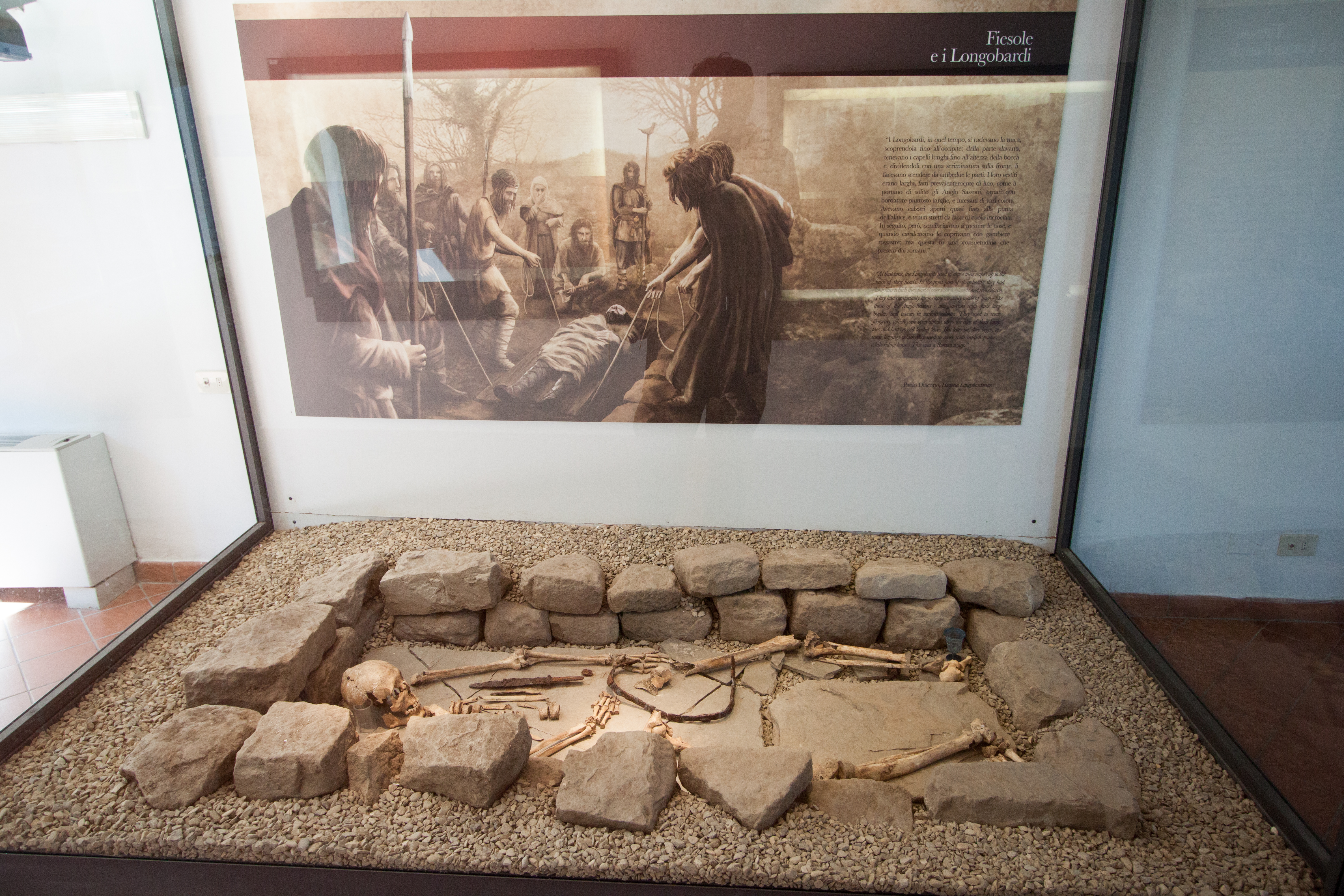
Longobárd sír